# Киевский уезд
Ки́евский уе́зд — административно-территориальная единица Киевской губернии Российской империи. Уездный город — Киев. Сформирован в 1781 году в составе Киевского наместничества, с 1796 года — в восстановленной Киевской губернии. Расформирован постановлением Всеукраинского центрального исполнительного комитета от 12 апреля 1923 года.

## География
Уезд находился на северо-востоке губернии. На востоке граница уезда проходила по Днепру, с севера и запада граничил с Радомышльским уездом, на юго-западе с Сквирским и Васильковским уездами, на юге — с Каневским. Площадь уезда составляла свыше 5000 км².

## Демография
Согласно переписи населения Российской империи 1897 года в уезде проживало 541 483 человек. Из них 56,18 % — малороссы, 26,58 % — русские, 14,06 % — евреи, 3,41 % — поляки, 1,07 % — немцы, 0,76 % — белорусы, 0,21 % — чехи, 0,21 % — татары.

## Административное деление
На 1 января 1900 года Киевский уезд состоял из 13 местечек, 106 сёл, 92 деревень, 121 хутора, 8 немецких колоний, 2 еврейских колоний и 1 фольварка — всего из 343 населённых пунктов. Все эти пункты были распределены в административном отношении между двумя мировыми посредниками, пятью становыми приставами, 18 волостными правлениями и 23 полицейскими урядниками. В судебно-мировом и следственном отношениях Киевский уезд был разделён на четыре судебно-мировых и три следственных участка.
1. Бородянская волость
2. Белогородская волость
3. Бышевская волость
4. Велико-Дмитровская волость
5. Германовская волость
6. Глевахская волость
7. Гостомельская волость
8. Дымерская волость
9. Кагарлыкская волость
10. Макаровская волость
11. Обуховская волость
12. Ржищевская волость
13. Ставянская волость
14. Стайковская волость
15. Старо-Петровская волость
16. Трипольская волость
17. Хотовская волость
18. Черняховская волость

## Интересные факты
- На русском мече, найденном в Киевском уезде и датируемым серединой X века, сохранились надписи — с одной стороны клинка — кириллическая надпись «Слав», полностью не сохранившаяся по причине сломанного меча, она представляла собой имя кузнеца-изготовителя (как и Людоша на мече из Фощеватой). С другой стороны — нерасшифрованные символы[2].
- В 1897 году археолог Викентий Хвойка обнаружил близ села Триполье материальные остатки энеолитической культуры, названной по месту находки трипольской.